# Bolax mutabilis
Bolax mutabilis är en skalbaggsart som beskrevs av Hermann Burmeister 1844. Bolax mutabilis ingår i släktet Bolax och familjen Rutelidae. Inga underarter finns listade.